# Teucrieae
Tribu
Les Teucrieae sont une tribu de plantes à fleurs de la famille des Lamiaceae et de la sous-famille des Ajugoideae.
Le genre type de la tribu est Teucrium L.

## Liste des genres
Rubiteucris – Schnabelia – Teucrium

## Publication originale
- (la) Comte Barthélemy Charles Joseph Dumortier, Florula Belgica, operis majoris prodromus, J. Casterman, 1827, 172 p. (présentation en ligne)